# المنصوري (صور)
 المنصوري  هي إحدى القرى اللبنانية من قرى قضاء صور في محافظة الجنوب.

## الموقع
تبعد المنصوري عن مركز القضاء 13 كلم، وعن العاصمة بيروت 95 كلم .
تقع المنصوري في موقع مميز بالقرب من الشاطئ، ارتفاعها عن سطح البحر يبدأ من الصفر حتى 100م.
تحدها بلدات مجدل زون، الحنية، القليلة، البياضة.

## المساحة
مساحتها غير معروفة على وجه الدقة لعدم وجود احصاء رسمي.

## السكان
يبلغ عدد سكان المنصوري حوالي 4000 نسمة، وحوالي 2000 ناخب.